# Teparybohne
Die Teparybohne (Phaseolus acutifolius) ist eine Pflanzenart aus der Gattung Phaseolus in der Unterfamilie Schmetterlingsblütler (Faboideae) innerhalb der Familie der Hülsenfrüchtler (Fabaceae oder Leguminosae). Diese Nutzpflanze ist nahe verwandt mit einer Reihe anderer „Bohnen“ genannter Feldfrüchte.
Die Teparybohne stammt aus den Trockengebieten im Norden Mexikos. Sie wird dort seit mindestens 5000 Jahren angebaut. Ihr Anbau war nie weit verbreitet, doch ist aufgrund ihrer Trockenresistenz das Interesse gestiegen. Hierbei ist man auch am Erosionsschutz interessiert.

Teparybohne, Keimblätter und erste echte Blätter

## Beschreibung
Die Wildformen der Teparybohne sind meist auf dem Boden liegende und kriechende krautige Pflanzen, deren Stängel Längen von bis zu 3–4 Meter erreichen. Die Kulturformen der Teparybohne wachsen meist als kurzlebige, aufrechte krautige Pflanzen, die Wuchshöhen von etwa 30 cm erreichen, einige Sorten wachsen auch kriechend oder können mit bis zu 2 Meter langen Stängeln auf anderen Pflanzen oder an Rankvorrichtungen klettern. Es ist eine sehr trockenresistente Bohnenart und Kurztagspflanze.
Die ersten etwa 5 cm lang gestielten Laubblätter sind einfach, lang-oval, 5 bis 6 cm lang und 3 bis 4 cm breit. Alle anderen nachfolgenden Blätter sind dreiteilig gefiedert mit bis zu 15 cm langen Stielen. Die drei eiförmigen bis -lanzettlichen und spitzen bis zugespitzten, ganzrandigen und oft unterseits behaarten Blättchen weisen eine Länge von 4 bis 8 cm und eine Breite von 2 bis 3 cm auf. Es sind kleine Nebenblätter und -blättchen vorhanden.
Die achselständigen und traubigen Blütenstände enthalten zwei bis fünf Blüten. Die zwittrigen, kurz gestielten Schmetterlingsblüten sind zygomorph mit doppelter Blütenhülle. Die Farben der Blütenkronblätter reichen von weiß über rosa bis blasslila. Meist erfolgt Selbstbefruchtung.
Die anfängliche mit seidigen Haaren überzogenen, bespitzte Hülsenfrüchte mit beständigem Kelch sind meist 5 bis 8, höchstens bis 15 cm lang und etwa 1 cm dick. Jede Hülsenfrucht enthält bis etwa 7–9 Samen, die sich an der Hülsenoberfläche deutlich abzeichnen. Die rundlichen bis länglichen Samen sind etwa 5 bis 10 mm × 6 mm groß und besitzen einen schmalen, aufgewölbten Nabel. Die Testa ist mattseidig und die Farbe variiert von weiß, rosa, braun bis schwarzviolett, auch gesprenkelte Sorten gibt es. Das Tausendkornmasse schwankt zwischen 125 und 175 g. 
Die Chromosomenzahl beträgt 2n = 22.

## Vorkommen
Das natürliche Verbreitungsgebiet umfasst Arizona, Texas, New Mexico und Mexiko. Eingeführt wurde die Art auf die Kanarischen Inseln und in die Ukraine.

## Taxonomie und Systematik
Die Teparybohne wurde 1852 von Asa Gray in Smithsonian Contributions to Knowledge Band 3 Teil 5 Seite 43–44 als Phaseolus acutifolius erstbeschrieben.
Es können 2 Varietäten unterschieden werden:
- Phaseolus acutifolius var. acutifolius
- Phaseolus acutifolius var. tenuifolius A.Gray.

## Nutzung
Die (jungen) Hülsen werden als Gemüse genutzt, die getrockneten Samen in Suppen.